# Acalypha reptans
Acalypha reptans é uma espécie de flor do gênero Acalypha, pertencente à família Euphorbiaceae.